# Куприн, Владимир Иванович
Владимир Иванович Куприн (25 июня 1948, Куйбышев — 6 октября 2013, Волгоград) — российский режиссёр театра кукол, театральный педагог.

## Биография
Потомок известного русского писателя Александра Ивановича Куприна.
В школьные годы занимался в театральном кружке Кировского Дворца пионеров и школьников г. Куйбышева.
В 1970 г. окончил Саратовское театральное училище им. И. А. Слонова по специальности актёр театра кукол. С 1971 г. работал в Саратовском театре кукол «Теремок».
С 1972 учился на отделении режиссуры в Ленинградском государственном институте театра, музыки и кинематографии (ЛГИТМиК) по специальности режиссёр театра драмы со специализацией режиссёр-постановщик театра кукол. Окончил вуз в 1976 году.
С 1977 по 1987 г. — главный режиссёр Саратовского театра кукол «Теремок». В это же время он преподаёт в театральном училище имени И. А. Слонова в Саратове, где осуществил выпуск курса актёров театра кукол.
В 1987—1989 гг. — главный режиссёр Пермского театра кукол, где ставит спектакли для взрослых «Две стрелы», «Любовь к одному апельсину», детские спектакли.
В 1989—1999 гг. — главный режиссёр Самарского театра кукол, одновременно педагог Самарской Академии культуры и искусств, где выпустил курс актёров театра кукол. В ряду постановок в эти годы — «Аленький цветочек», «Ура! Австралия», «Прыгающая принцесса», «Белоснежка и семь гномов», «Иван-царевич и Серый Волк».
В 2001—2006 гг. Владимир Куприн — главный режиссёр Ярославского театра кукол, одновременно педагог Ярославского театрального института, где выпустил курс режиссёров-постановщиков театра кукол. Поставил спектакли «Царевна-лягушка», «Принцесса на горошине», «Золушка», «Волк и семеро козлят» и др.
С сентября 2011 по октябрь 2013 г. — главный режиссёр Волгоградского областного театра кукол.
Поставил более 150 спектаклей для детей и взрослых в различных городах России. Участник многих международных фестивалей театров кукол. Принял участие в организации и проведении 5-го Международного фестиваля театров кукол «Серебряный осётр». Обладатель Государственной премии Чехословакии. Член Союза театральных деятелей России.